# Семилетка (Башкортостан)
Семилетка (баш. Семилетка) — село в Дюртюлинском районе Башкортостана, административный центр Семилетовского сельсовета.

## Географическое положение
Село расположено в 20 км к юго-западу от города Дюртюли и в 110 км к северо-западу от Уфы.

## История
Образовано в 1963 году как рабочий поселок. Именно здесь началось зарождение нефтяной индустрии Дюртюлинского района Башкортостана.
Открытие и начало эксплуатации Манчаровского месторождения послужило основой для создания нефтегазодобывающего предприятия. Таким предприятием стал Культюбинский укрупненный нефтепромысел.
25 сентября 1957 года в нефтяные артерии страны влилась первая тонна манчаровской нефти, право первым открыть задвижку было доверено оператору по добыче нефти и газа М. С. Шафикову. К 1960 году добыча жидкого топлива в этом районе республики пошла в гору и промысел по праву был переименован в нефтегазодобывающее управление «Чекмагушнефть».
После того, как манчаровская нефть пошла на заводы, в конце 1957 года были построены три барака для нефтяников и транспортников. Они стали первыми жилыми домами поселка Семилетка. За короткий период самоотверженным трудом нефтяников и буровиков, транспортников и строителей, был создан крупный производственный комплекс по добычи нефти и газа. В развитие и строительстве нашего села большой вклад внесли коллективы ряда смежных предприятий: строительно-монтажного управления, Дюртюлинского управления буровых работ, Дюртюлинского управления технологического транспорта, геофизики, дорожно-строительные организации, отделы рабочего снабжения и связи.
Проектно-изыскательные работы по застройке посёлка нефтяников выполнил институт «Башнефтепроект». а учётом перспективы развития месторождения, стали изыскивать площадь под капитальное строительство жилого поселка, так как по мнению специалистов, дальнейшее обоснование в Красном Аташе было нецелесообразным. Комиссия в составе И. Кузнецова, М. Кувыкина, В. Золотухина, Р. Камалетдиновой, а также представителей местных властей объехала много деревень и остановила свой выбор у опушки леса деревни Верхнеманчарово. В начале семьи рабочих и инженерно-технического персонала жили в Серафимовке, работы велись вахтовым методом. Питьевую воду на рабочие места подвозили на лошадях с родника недалеко от моста через реку Куваш, а хлеб из села Чекмагуш. Доставка стройматериалов осуществлялась по маршруту Буздякский перекресток — Дюмеево — Верхнеяркеево — Манчарово — Красный Аташ. Строить новый посёлок стали СФ «Дюртюлистрой» (строительное управление № 1) и передвижная механизированная колонна № 8 со своими постоянными субподрядчиками — нефтедобытчиками и нефтепереработчиками. На период начала строительства поселка это строительное управление являлось подразделением Туймазинского территориального стройуправления — Государственное Союзное Серафимовское стройуправление, созданное в январе 1950 года.
Из воспоминаний П. Р. Черненко, старший инженер СУ-1: «В начале 60-х годов был принят семилетний план. В честь этого поселок был назван Семилеткой».
6 марта 1963 года Семилетка получает официальный статус посёлка.

## Население
| 1970 | 1979  | 1989  | 2002  | 2009  | 2010  | 2021  |
| ---- | ----- | ----- | ----- | ----- | ----- | ----- |
| 4796 | ↘3289 | ↗3673 | ↗4155 | ↗4500 | ↘3977 | ↘3485 |

## Социально-культурная сфера
Первым председателем исполкома поселкового совета являлся Науширванов. Исполком занимал одну комнату в бараке, где разместились почта, сберкасса и другие учреждения. Активно велось в это время строительство.
Наладили медицинское обслуживание — в бараках открыли амбулаторию, стационар, роддом и аптеку.
Возглавляла медпункт Насима Хайретдинова Дистанова, сумевшая сплотить небольшой коллектив. В 1962 году учащиеся из барака перешли в новое трехэтажное здание школы. В 1963 году сдали в эксплуатацию 6 домов 16-квартирной серии, материальный склад с гаражами в Красном Аташе, сельхозобъекты, как зерносклад и многие другие. Шло пополнение. Из Серафимовского строительного училища приехали 24 девушки — штукатуры-маляры.
В 1964 году построили баню и прачечную на 240 килограммов белья. Назрела необходимость подготовки плиточников-отделочников. Получали теоретическую подготовку при учебном пункте, а для практических занятий базой послужили упомянутые два объекта. В 1967 году Семилетка была уже в подчинении Дюртюлинского райисполкома. В эти годы построили двухэтажный восьмиквартирный брусчатый жилой дом, выполнили пристрой к временному детскому саду, завершили строительство линии связи Карача — Елга — Дюртюли, водоводов, выполнено множество работ по благоустройству поселка Семилетка.

## Известные жители
- Басыров, Асхат Гиниятович (11 ноября 1927 — 3 октября 2012) — нефтяник, лауреат Государственной премии СССР (1977), заслуженный нефтяник БАССР (1972), почётный нефтяник Министерства топлива и энергетики РФ (1994).

## Фото

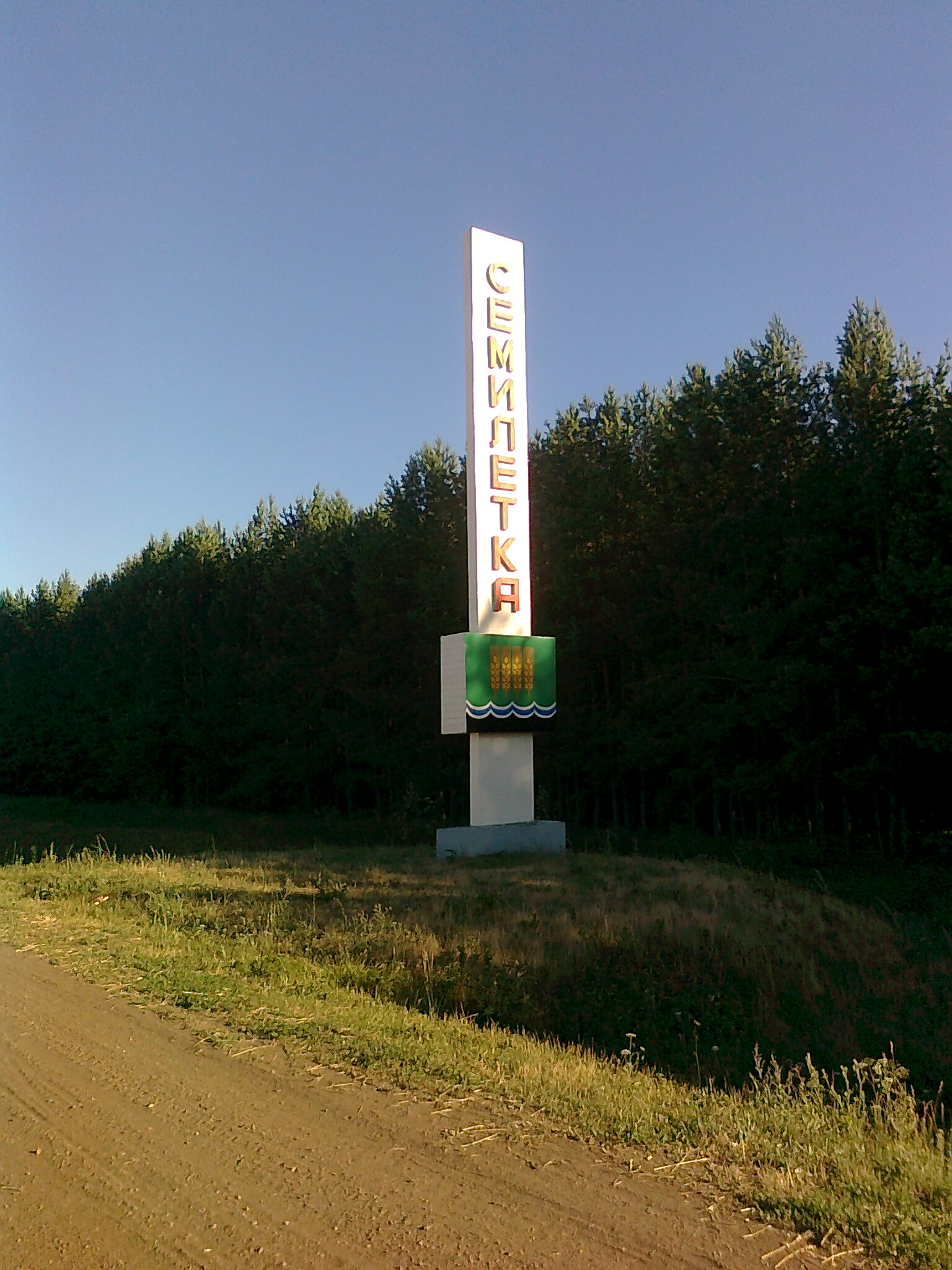
Стела на въезде
Перекрёсток Семилетка — Бишкурай — Верхнеманчарово

## Религия
В селе есть мечеть.